# 科尔莫-沃希尼翁
科尔莫-沃希尼翁（法語：Cormot-Vauchignon，法語發音：[kɔʁmo voʃiɲɔ̃]）是法国科多尔省的一个市镇，属于博讷区。该市镇于2017年由原市镇大科尔莫和沃希尼翁合并而成。

## 地理
科尔莫-沃希尼翁（46°57'48"N, 4°38'40"E）面积10.12 平方千米，位于法国勃艮第-弗朗什-孔泰大區科多尔省，该省份为法国中东部省份，北起奥布省，西接涅夫勒省和约讷省，南至索恩-卢瓦尔省，东南接汝拉省，东临上索恩省，东北部与上马恩省接壤。
与科尔莫-沃希尼翁接壤的市镇（或旧市镇、城区）包括：桑托斯、博比尼、拉罗什波、诺莱、欧比尼拉龙斯。
科尔莫-沃希尼翁的时区为UTC+01:00、UTC+02:00（夏令时）。

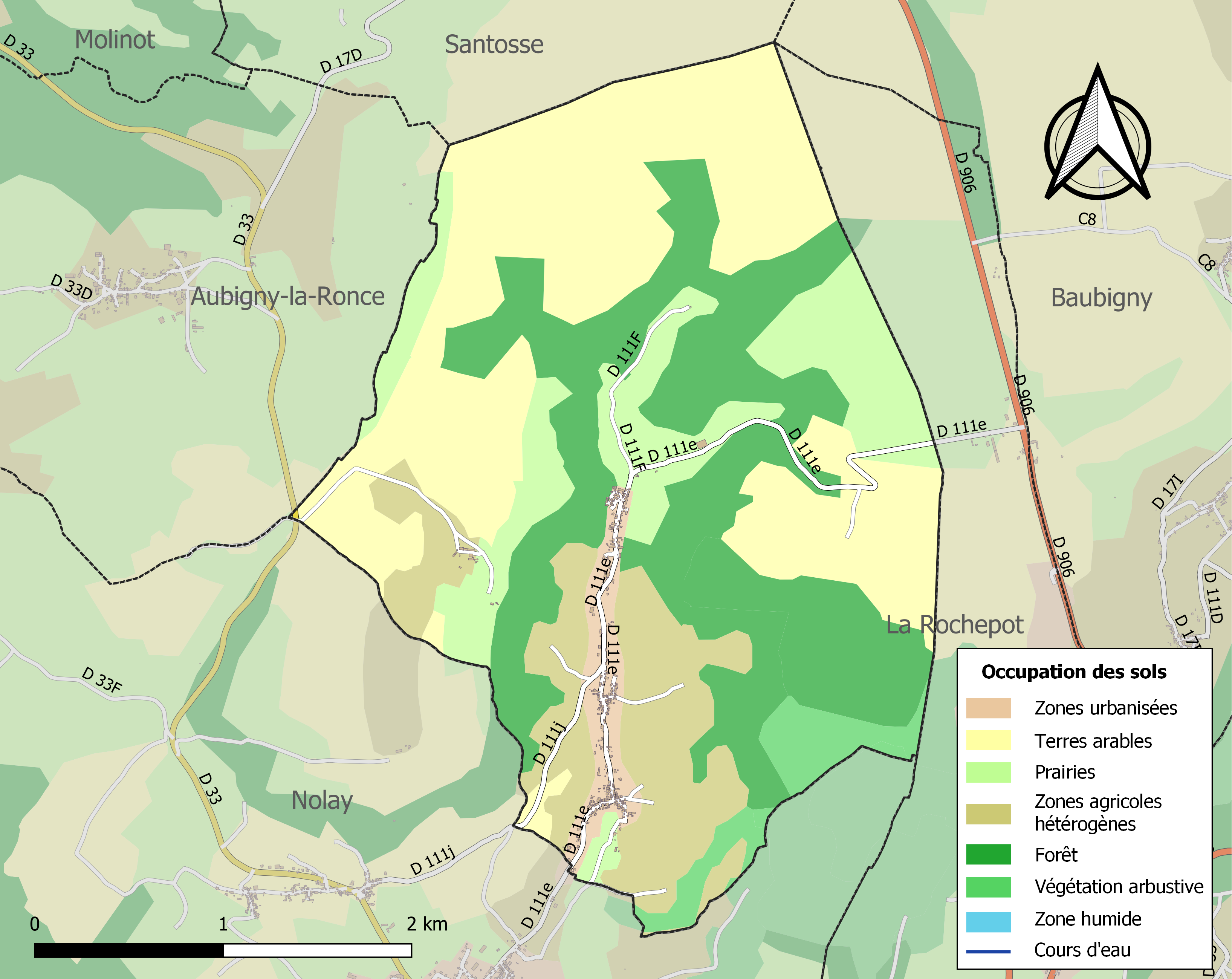
科尔莫-沃希尼翁的OSM定位图

## 行政
科尔莫-沃希尼翁的邮政编码为21340，INSEE市镇编码为21195。

## 政治
科尔莫-沃希尼翁所属的省级选区为阿尔奈勒迪克县。

## 人口
科尔莫-沃希尼翁于2022年1月1日时的人口数量为210人。